# Varnik
 (juin 2024).
La mise en forme du texte ne suit pas les recommandations de Wikipédia : il faut le « wikifier ».
Les points d'amélioration suivants sont les cas les plus fréquents. Le détail des points à revoir est peut-être précisé sur la page de discussion.
- Les titres sont pré-formatés par le logiciel. Ils ne sont ni en capitales, ni en gras.
- Le texte ne doit pas être écrit en capitales (les noms de famille non plus), ni en gras, ni en italique, ni en « petit »…
- Le gras n'est utilisé que pour surligner le titre de l'article dans l'introduction, une seule fois.
- L'italique est rarement utilisé : mots en langue étrangère, titres d'œuvres, noms de bateaux, etc.
- Les citations ne sont pas en italique mais en corps de texte normal. Elles sont entourées par des guillemets français : « et ».
- Les listes à puces sont à éviter, des paragraphes rédigés étant largement préférés. Les tableaux sont à réserver à la présentation de données structurées (résultats, etc.).
- Les appels de note de bas de page (petits chiffres en exposant, introduits par l'outil «  Source ») sont à placer entre la fin de phrase et le point final[comme ça].
- Les liens internes (vers d'autres articles de Wikipédia) sont à choisir avec parcimonie. Créez des liens vers des articles approfondissant le sujet. Les termes génériques sans rapport avec le sujet sont à éviter, ainsi que les répétitions de liens vers un même terme.
- Les liens externes sont à placer uniquement dans une section « Liens externes », à la fin de l'article. Ces liens sont à choisir avec parcimonie suivant les règles définies. Si un lien sert de source à l'article, son insertion dans le texte est à faire par les notes de bas de page.
- La présentation des références doit suivre les conventions bibliographiques. Il est recommandé d'utiliser les modèles {{Ouvrage}}, {{Chapitre}}, {{Article}}, {{Lien web}} et/ou {{Bibliographie}}. Le mode d'édition visuel peut mettre en forme automatiquement les références.
- Insérer une infobox (cadre d'informations à droite) n'est pas obligatoire pour parachever la mise en page.

Pour une aide détaillée, merci de consulter Aide:Wikification.
Si vous pensez que ces points ont été résolus, vous pouvez retirer ce bandeau et améliorer la mise en forme d'un autre article.
Varnik (en bulgare : Варник) est un village du sud de la Bulgarie situé dans l'obchtina de Svilengrad, dans l'oblast de Haskovo. Jusqu'en 1934, le nom du village était Kiretchlik.

## Géographie
Le village de Varnik est situé à environ 35 km de Svilengrad. Il est situé entre les villages de Sladoun (bg) et Matotchina (bg). Une rivière coule à proximité, que les locaux appellent la Fishera. En été, la rivière s'assèche. Le seul moyen de subsistance de la population est l'agriculture. La variation naturelle de la population est négative.

## Histoire
Avant la libération de la domination ottomane, le village, alors appelé Keretchlik avait une population mixte, composée à parts égales de Bulgares et de Turcs. Après la Première guerre balkanique, de nouvelles frontières furent tracées en Thrace orientale et la Bulgarie perdit une importante partie de ses possessions au profit de la Turquie (Odrin, Lozengrad, Lyulebourgas, Bounarhissar, etc.). C'est alors que furent opérés d'importants échanges de populations, qui conduisirent les Turcs de la région à s'installer de l'autre côté de la frontière, à Odrin, et les Bulgares de la région d'Odrin à s'installer à Varnik et dans les villages alentour.
Durant l'été 2007, un grand incendie a contraint les derniers habitants du village de Varnik à le quitter, et celui-ci est resté uniquement sur les cartes topographiques militaires. En mars 2024, le village ne comptait plus que 6 habitants.